# Eston
Eston es un pueblo canadiense situado en la provincia de Saskatchewan.

## Superficie
Eston tiene una superficie de 2,65 km².

## Demografía
En 2021, tenía 972 habitantes, una densidad poblacional de 366,2 hab./km², y 492 viviendas.